# Volovița, Soroca
Volovița este satul de reședință al comunei cu același nume  din municipiul Soroca, Republica Moldova.

## Istorie
Satul Volovița a fost menționat documentar în anul 1803. În 1836 Volovița număra 38 gospodării țărănești cu 185 de locuitori.
În perioada sovietică ramura de bază a agriculturii a constituit-o tutunăritul. În sat a fost deschisă o filială a fabricii de conserve din Soroca, un atelier pentru reparația tehnicii agricole.
În 1822 proprietarul satului, Ioan Bașotă, ctitorește pentru locuitorii acestei moșii o biserică de piatră.

## Geografie
Satul are o suprafață de circa 1,88 kilometri pătrați, cu un perimetru de 5,82 km. Localitatea se află la distanța de 7 km de municipiul Soroca și la 149 km de Chișinău. Comuna Volovița a fost menționat documentar în anul 1803.

## Sfera socială
În comuna Volovița funcționează 1 gimnaziu și două grădinițe de copii. În sat de asemenea funcționează Biserica „Nașterea Maicii Domnului” (construită în 1902), un cămin cultural, Teatrul de Păpuși „Scăpărici”, un studiou de creație pentru copii, un centru comunitar, o bibliotecă publică cu un fond bogat de carte (6581 volume) și trei secții sportive.

## Demografie
Conform datelor recensământului populației din 2004, populația satului constituia 1295 de oameni, dintre care 47,95% - bărbați și 52,05% - femei.

### Structura etnică
Structura etnică a satului Volovița conform recensământului populației din 2004:
| Grup etnic                    | Populație | % Procentaj |
| ----------------------------- | --------- | ----------- |
| Băștinași declarați Moldoveni | 1 237     | 95,52%      |
| Ucraineni                     | 27        | 2,08%       |
| Ruși                          | 24        | 1,85%       |
| Alții                         | 7         | 0,54%       |
| Total                         | 1 295     |             |